# رودنباخ (هسن)
رودنباخ (به آلمانی: Rodenbach) یک شهر در آلمان است که در ماین-کینتسیگ واقع شده‌است. رودنباخ ۱۱٬۳۱۲ نفر جمعیت دارد.